# Klaus Gerbig
Klaus Gerbig (* 6. Mai 1939 in Kassel; † 20. Juni 1992 in Rüsselsheim) war ein deutscher Hürdenläufer.

## Biografie
Klaus Gerbig stammte aus einer in Rüsselsheim ansässigen Familie, kam jedoch kriegsbedingt in Kassel zur Welt. Ein Jahr später kehrte die Familie nach Rüsselsheim zurück. Nach dem Krieg schloss er sich als Jugendlicher der TG 1862 Rüsselsheim an. Mit selbst gebauten Startblöcken und drei Übungshürden begann er mit dem Trainieren. Mit seinem Talent schaffte er es, einen neuen Junioren-Europarekord über 200 Meter Hürden aufzustellen.
Gerbig gewann bei den Deutschen Meisterschaften 1959 über 200 Meter Hürden Silber und ein Jahr später Bronze über 110 Meter Hürden. Bei den Olympischen Spielen 1960 in Rom startete er über 110 Meter Hürden, schied jedoch im Vorlauf aus. 1961 und 1963 wurde Gerbig Deutscher Meister im 200-Meter-Hürdenlauf. Insgesamt nahm er an sechs Länderkämpfen teil. Bei einem dieser Länderkämpfe in Helsinki lernte er seine Frau Katri Lindholm kennen, mit der er einen Sohn hatte.
Nach seiner Karriere war er als Kampfrichterobmann und Starter aktiv. 1969 gründete er mit sieben weiteren Personen den LC Rüsselsheim und war später als Trainer des SSV Raunheim tätig. 1985 erhielt der Rüsselsheimer die Silbernadel des Deutschen Leichtathletik-Verbands. 1992 verstarb Gerbig im Alter von nur 53 Jahren an einem Krebsleiden.